# Liste der Naturdenkmale in Isernhagen
Die Liste der Naturdenkmale in Isernhagen nennt die Naturdenkmale in Isernhagen in der Region Hannover in Niedersachsen.

## Naturdenkmale
Im Gebiet der Stadt Isernhagen sind 7 Naturdenkmale verzeichnet.
| Bild            | Bezeichnung                       | Ort, Lage                                                         | Beschreibung | Schutzzweck | Nummer   |
| --------------- | --------------------------------- | ----------------------------------------------------------------- | --- | ----------- | -------- |
| Fotos hochladen | Stieleiche                        | Kircher Bauerschaft (52° 27′ 46,1″ N, 9° 49′ 43,7″ O)             | Diese Eiche wird auf ein Alter von mehr als 350 Jahre geschätzt. Sie ist als Einzelschöpfung der Natur daher besonders selten und von allerhöchster Bedeutung sowohl für die Wissenschaft, als auch für die Natur- und Heimatkunde. Sie konnte auf Grund ihrer Lage fern von Wegen frei aufwachsen und war damit noch nie einer intensiven Pflege unterworfen. Der Baum hat daher auch eine besondere Bedeutung für das Landschaftsbild, das er mit seiner Eigenart und Schönheit prägt. Der mächtige Fuß des Stammes zeigt das Alter der Eiche an. |             | ND-H 065 |
| Fotos hochladen | 2 Stieleichen                     | Kircher Bauerschaft (52° 27′ 47,2″ N, 9° 49′ 45,1″ O)             | Diese Eichen werden auf ein Alter von mehr als 350 Jahren geschätzt. Sie sind als Einzelschöpfungen der Natur daher besonders selten und von allerhöchster Bedeutung sowohl für die Wissenschaft, als auch für die Natur- und Heimatkunde. Sie konnten auf Grund ihrer Lage fern von Wegen frei aufwachsen und waren damit noch nie einer intensiven Pflege unterworfen. Die Bäume haben daher auch eine besondere Bedeutung für das Landschaftsbild, das sie mit ihrer Eigenart und Schönheit prägen. Am Rande eines kleinen Eichen-Hainbuchen-Waldes in der Gemarkung der Kircher Bauerschaft (Isernhagen). |             | ND-H 066 |
| Fotos hochladen | Stieleiche                        | Niedernhägener Bauerschaft (52° 27′ 19,1″ N, 9° 48′ 13,2″ O)      | Der Baum ragt aus einer Gruppe ebenso mächtiger, allerdings mit weniger ausgeprägten Kronen ausgestatteter Eichen hervor. Der Baum hat an diesem Ortsrand der Niedernhägener Bauerschaft der Gemeinde Isernhagen eine herausgehobene Bedeutung für die Natur- und Heimatkunde, da er hier das Ortsbild prägt. In vielen Bereichen der Isernhägener Bauerschaften sind die den Hoflagen der alten Hagenhufendörfer zugeordneten Eichenhaine durch Siedlungsausdehnung verloren gegangen. Der Baum stellt damit zusammen mit den übrigen Bäumen seiner Gruppe einen wesentlichen Teil des historischen Landschafts- und Ortsbildes dar. Er ist daher besonders schutzwürdig und schutzbedürftig. |             | ND-H 067 |
| Fotos hochladen | Baumgruppe auf dem alten Kirchhof | Kirchhorst (52° 26′ 42,2″ N, 9° 53′ 55,8″ O)                      | Gruppe von Buche, Ahorn und Eichen auf dem alten Teil des Friedhofs in Kirchhorst, nordwestlich der Kirche. Sie geben dem Friedhof an dieser Stelle einen besonderen parkartigen Charakter. Die Bäume haben eine prägende Bedeutung für das Orts- und Landschaftsbild. |             | ND-H 071 |
| Fotos hochladen | Stieleiche                        | Niedernhägener Bauerschaft (52° 27′ 17,9″ N, 9° 47′ 48″ O)        | Imposanter, das Ortsbild prägender Baum mit besonderer Bedeutung für die Heimatkunde. Wegen der jetzt großen Seltenheit solcher Bäume besonders schutzbedürftig. |             | ND-H 123 |
| Fotos hochladen | Eichengruppe in Isernhagen FB     | Farster Bauerschaft (52° 28′ 6,7″ N, 9° 52′ 4,4″ O)               | Die Bäume haben an diesem Ortsrand der Farster Bauerschaft der Gemeinde Isernhagen eine herausgehobene Bedeutung für die Natur- und Heimatkunde, da sie hier durch ihre Eigenart und Schönheit das Ortsbild prägen. Sie sind dem historischen Baumbestand um die Gebäude des inzwischen aufgegebenen und abgerissenen Landesguts Lohne zuzurechnen. In vielen Bereichen der Isernhägener Bauerschaften sind die den Hoflagen zuzuordnenden Eichenhaine durch Siedlungsausdehnung verloren gegangen. Die Bäume stellen damit zusammen mit den übrigen Bäumen dieser Reihe einen wesentlichen Teil des historischen Landschafts- und Ortsbildes dar. Sie sind daher besonders schutzwürdig und schutzbedürftig. Wegen des hohen Alters (geschätzt 150–200 Jahre) erlangen sie auch eine Bedeutung für die Wissenschaft. |             | ND-H 131 |
| Fotos hochladen | Stieleiche                        | Kircher Bauerschaft Dorfstraße 24 (52° 27′ 54″ N, 9° 49′ 33,7″ O) | Stieleiche vor dem Fachwerkensemble Dorfstraße 24 in Isernhagen OT Kircher Bauerschaft. |             | ND-H 251 |

## Ehemalige Naturdenkmale
Seit dem Jahr 2001 wurde der Schutz für ein Naturdenkmal in Isernhagen aufgehoben.
| Bild            | Bezeichnung              | Ort, Lage                                                                  | Beschreibung | Schutzzweck | Nummer   |
| --------------- | ------------------------ | -------------------------------------------------------------------------- | ------------ | ----------- | -------- |
| Fotos hochladen | Stieleiche im Hofe Thies | Niedernhägener Bauerschaft Am Ortfelde 72 (52° 27′ 20,5″ N, 9° 48′ 6,1″ O) |              |             | ND-H 069 |